# Xanthia subflava
Xanthia subflava là một loài bướm đêm trong họ Noctuidae.